# Niedźwiadek (Warszawa)

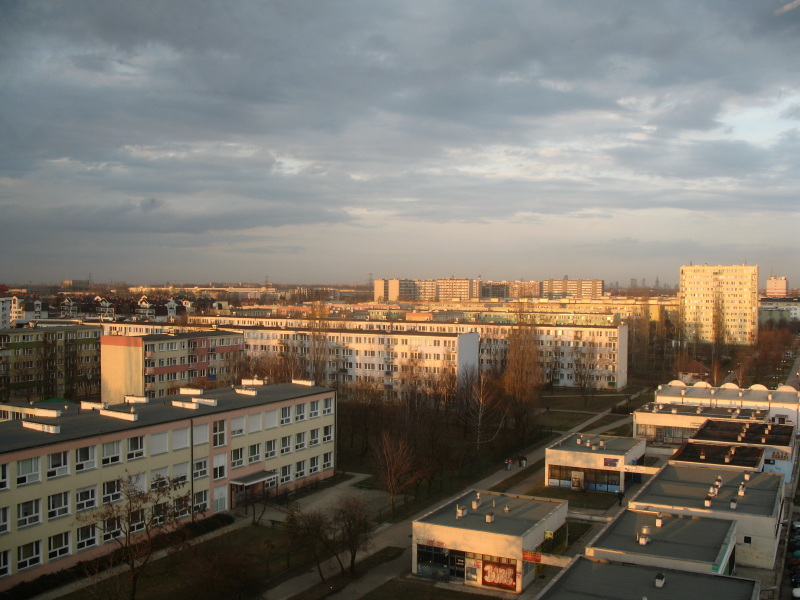
Bloki mieszkalne na osiedlu Niedźwiadek

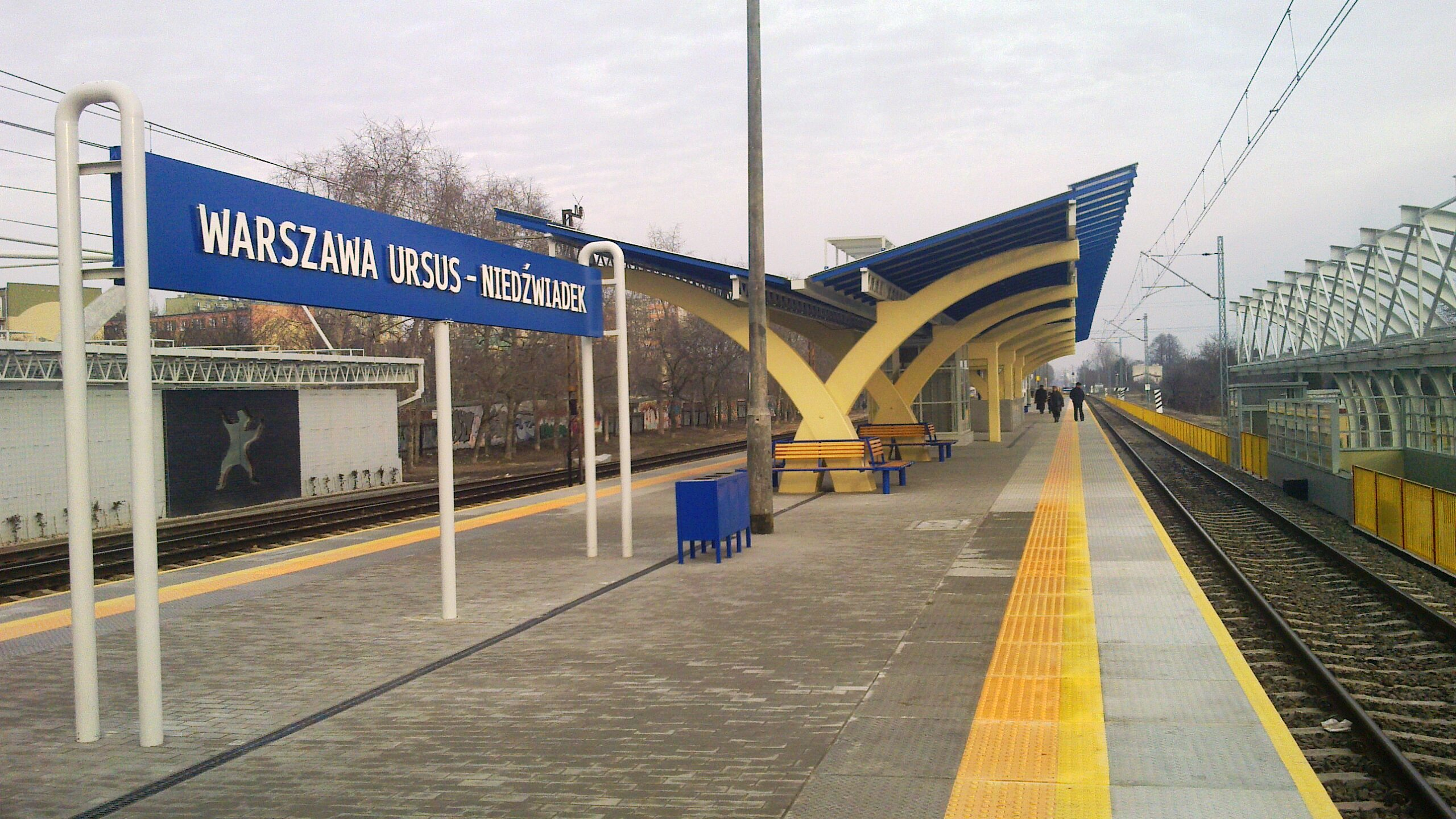
Przystanek Warszawa Ursus-Niedźwiadek

Niedźwiadek – największe osiedle mieszkaniowe w dzielnicy Ursus w Warszawie, znane w latach 60. i 70. pod oficjalną nazwą Spółdzielcze Osiedle Mieszkaniowe "Niedźwiadek". Od 2003 roku również obszar MSI, obejmujący częściowo centralną oraz zachodnią część dzielnicy.

## Historia

### Przed powstaniem osiedla
Do lat 60. XX wieku, na terenie obecnego osiedla znajdowało się kilka gospodarstw, których właścicielami byli m.in. Krystian i Petronela Hass (krewni Władysława Hassa, który mieszkał w Skoroszach), Antoni Boguszewski oraz Leon Haas. W 1935 Hassowie podzielili swoje gospodarstwo między swoje dzieci - syn Zygmunt otrzymał część zachodnią, zaś siedem córek - wschodnią. Część należącą do Zygmunta odziedziczył po II wojnie światowej jego syn Antoni.

### Budowa osiedla
Prace nad nowym osiedlem mieszkaniowym dla pracowników Zakładów Mechanicznych Ursus zaczęły się w I połowie lat 60. W 1964 roku ruszyły prace przygotowawcze, zaś 9 stycznia 1965 roku Stowarzyszenie Architektów Polskich rozstrzygnęło konkurs na projekt koncepcyjny osiedla. Zwyciężyła praca przygotowana przez arch. Stefana Putowskiego, którą oceniono jako przekonująco dysponującą terenem, zapewniającą korzystne warunki przestrzenne i stosunkowo dużą różnorodność wnętrza urbanistycznego, której SARP pożądało w procesie urbanizacji miasta. W odniesieniu do wszystkich prac zaznaczono jednocześnie:

Należy żałować, że wszystkie opracowania dotyczyły jednego tylko osiedla i że nie wszystkie mogą być realizowane.

Osią północ-południe osiedla uczyniono ulicę Wołodyjowskiego (ob. Keniga), która w projekcie Putowskiego miała przechodzić tunelem pod obecnymi liniami kolejowymi nr 1 i 447 oraz docierać do planowanego osiedla Ursus-Zachód i ul. Kompanii Kordian. Zarówno Niedźwiadek, jak i Ursus-Zachód miały być obsługiwane przez wspólny przystanek osobowy na linii kolejowej nr 447. Na osiedlu Niedźwiadek planowano powstanie hotelu miejskiego, domu kultury, a także placówek edukacyjnych od żłobków do szkoły podstawowej.
Budowa osiedla rozpoczęła się w 1968 roku. Jako pierwsze powstały bloki przy przedłużonej ul. Sienkiewcza (ob. Wojciechowskiego), na terenach gospodarstw Antoniego Hassa oraz Leona Haasa. W 1973 roku na osiedle przeniesiono z Czechowic Szkołę Podstawową nr 1. Budowę Niedźwiadka zakończono w 1978 roku; na osiedlu o powierzchni 60 ha zamieszkało 18,5 tys. osób w 83 budynkach mieszkalnych. Warszawska komunikacja miejska objęła osiedle swoim zasięgiem na rok przed ukończeniem jego budowy. Ostatecznie SOM "Niedźwiadek" było większe od terenu przewidzianego kryteriami konkursu - najważniejszą zmianą było powiększenie terenu pod zabudowę w zachodniej części osiedla, w miejscu gdzie miał znajdować się pas zieleni oddzielający Niedźwiadek od planowanego cmentarza komunalnego.

### Od 1980 roku
W latach 80. powstał kościół parafialny Matki Bożej Fatimskiej, wybudowany jako trzeci kościół w Ursusie, a pierwszy na osiedlu Niedźwiadek. W miejscu gospodarstwa Antoniego Boguszewskiego powstał hotel robotniczy dla pracowników Zakładów Mechanicznych "Ursus", zaś dawne gospodarstwo Hassów zostało podzielone w latach 90. na kilka części - w południowej wybudowano bazar oraz basen kąpielowy, w północnej Osiedle Gawra, zaś w centrum na przełomie lat 90. i 00. wybudowano drugi kościół na Niedźwiadku, pod wezwaniem Najświętszego Ciała i Krwi Chrystusa. 
Przystanek osobowy, który pierwotnie miał obsługiwać dwa osiedla, otwarto blisko 40 lat później, w styczniu 2014 roku. Osiedla Ursus-Zachód nigdy nie wybudowano.

## Informacje ogólne
Niedźwiadek graniczy:
- od strony zachodniej z gminą Piastów
- od strony północnej z osiedlem Gołąbki
- od strony północnego wschodu z osiedlem Szamoty
- od strony wschodniej z osiedlem Skorosze
- od strony południowej z osiedlem Czechowice